# Сфекс желтоватый
Сфекс желтоватый (лат. Sphex funerarius) — один из самых известных видов роющих ос (Sphecidae).

## Описание

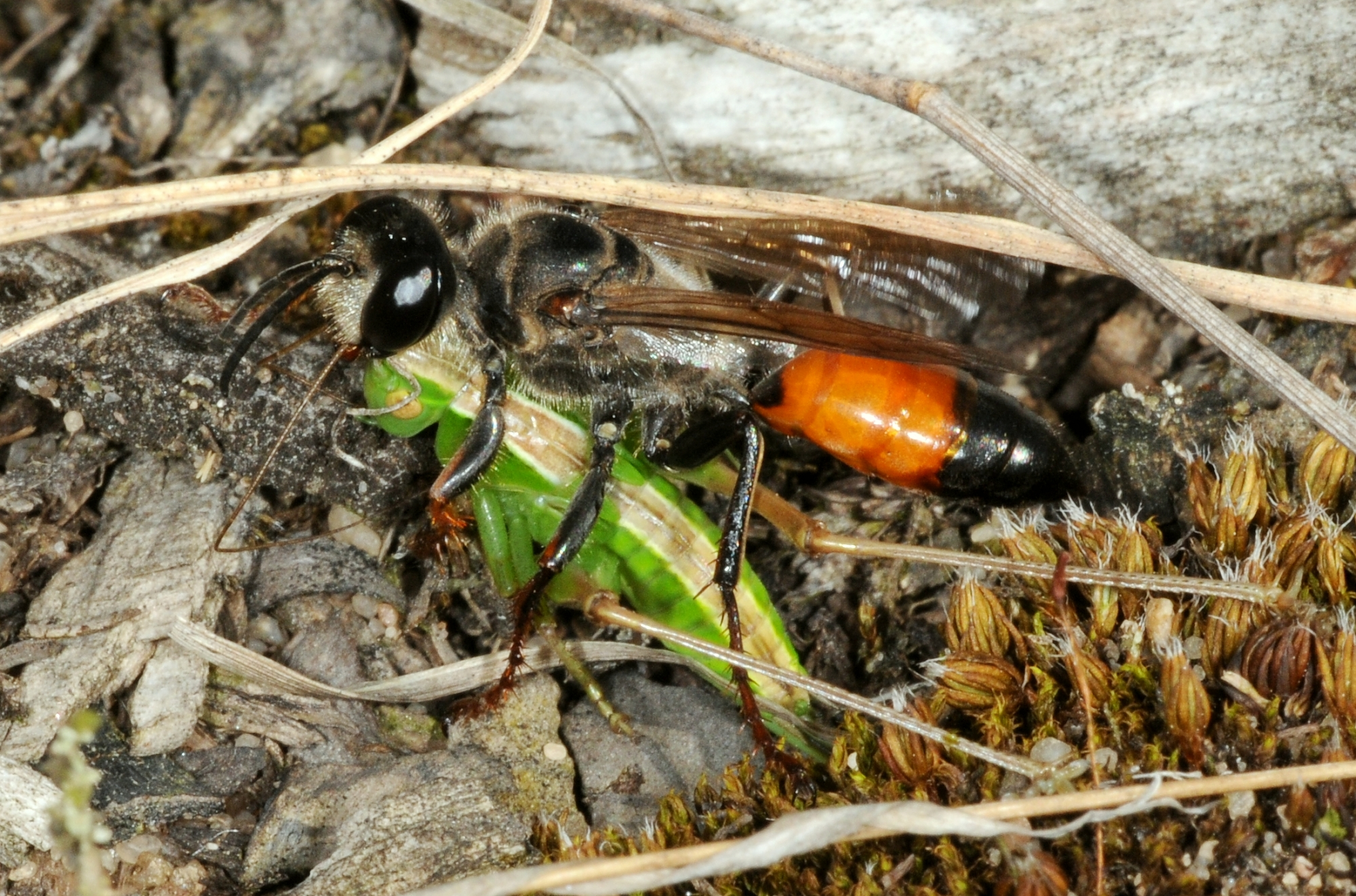
Имаго несущее кузнечика

Осы достигают размера от 16 до 25 мм (самка) и от 15 до 19 мм (самцы). Передняя часть брюшка красного цвета, оставшаяся задняя часть чёрного цвета.
Личинок выкармливают парализованными насекомыми (ловят саранчу, кузнечиков и сверчков).

## Распространение
Россия: юг европейской части России, Алтай. Китай (Ганьсу, Внутренняя Монголия, Хэйлунцзян), Монголия, Афганистан, Иран, Казахстан, Средняя Азия, Турция, ЮЗ Азия, Южная Европа, Северная Африка.

## Синонимия
Долгое время этот вид был известен под другими именами, но после ревизии Menke & Pulawski (2000) для решения проблем гомонимии валидным признано именно Sphex funerarius:
- Sphex funerarius Gussakovskij, 1934[3]
  - Sphex maxillosus Fabricius, 1793
  - Sphex rufocinctus Brullé, 1833
  - Sphex obscurus Fischer de Waldheim, 1843
  - Sphex maxillosus mavromoustakisi de Beaumont, 1947